# Subdivisões do Kuwait

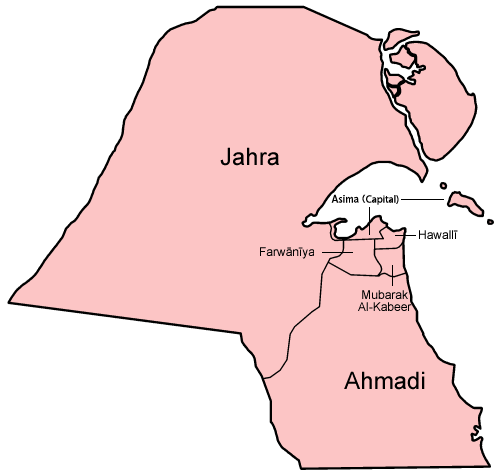
Subdivisões do Kuwait.

O Kuwait está dividido em 6 muhafazat (provícias ou governorados):
- Al Ahmadi
- Al Asimah
- AL Farwaniyah
- Al Jahra
- Hawalli
- Mubarak Al-Kabeer